# 滋賀県薬剤師会
一般社団法人滋賀県薬剤師会（しがけんやくざいしかい、英称: Shiga Pharmaceutical Association）は、滋賀県の薬剤師を会員とする法人。

## 本部所在地
〒525-0072 滋賀県草津市笠山7丁目4-52

## 郡市薬剤師会
- 大津市薬剤師会
- 草津栗東薬剤師会
- 甲賀湖南薬剤師会
- 高島支部
- 守山支部
- 湖北支部
- 八幡薬剤師会